# Anoscopus limicola
Anoscopus limicola är en insektsart som först beskrevs av Edwards 1908.  Anoscopus limicola ingår i släktet Anoscopus, och familjen dvärgstritar. Arten är reproducerande i Sverige.